# Kirche Mar Assia al-Hakim

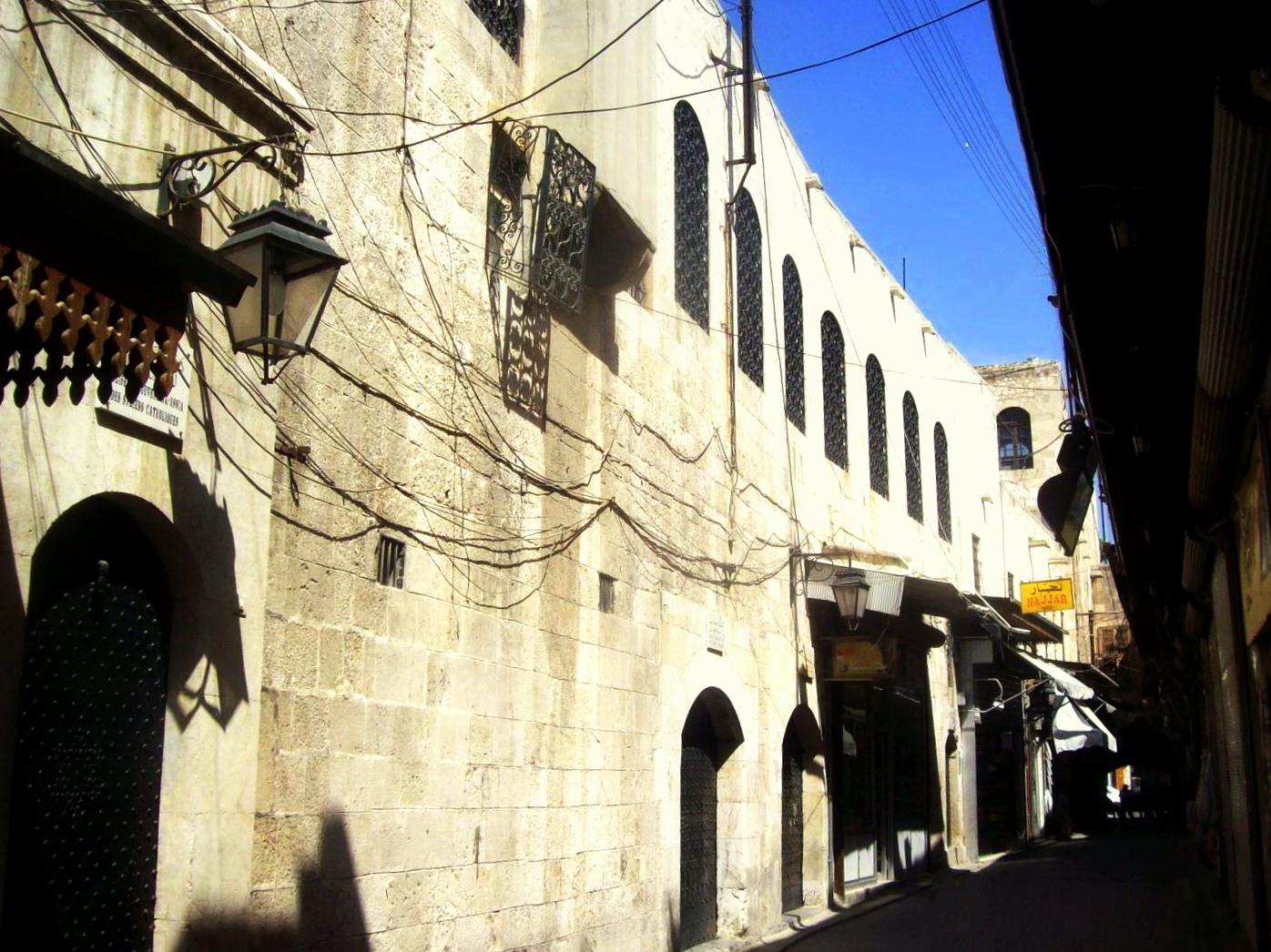
Syrisch-katholische Kirche Mar Assia al-Hakim in Aleppo, 2010

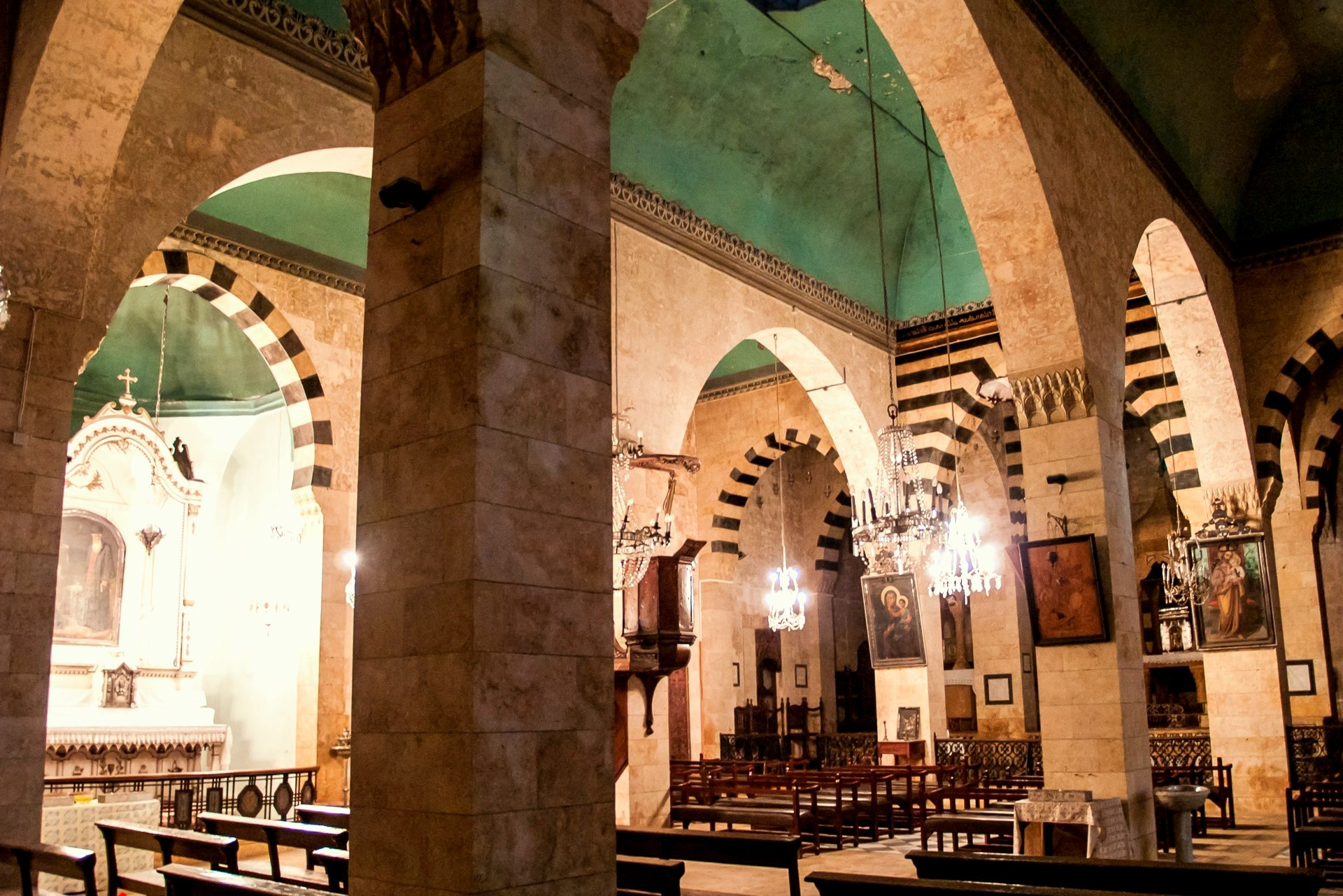
Innenansicht der Kirche, 2006

Die Kirche Mar Assia al-Hakim, deutsch Sankt-Assia-die-Weise-Kirche (arabisch كنيسة مار آسيا الحكيم, DMG Kanīsat Mār Āsiyā al-Ḥakīm), die ehemalige Kathedrale Unserer Frau der Syrer, ist ein Kirchengebäude der syrisch-katholischen Kirche von Antiochien in al-Dschudaide, dem christlichen Viertel der syrischen Stadt Aleppo. Ihre Bedeutung als Kathedrale büßte sie 1970 durch die Eröffnung der neuen Mariä-Himmelfahrt-Kathedrale im Zentrum Aleppos ein, und seit September 2012 ist sie wegen Kriegsschäden geschlossen.

## Geschichte
Die syrisch-katholische Kirche Unserer Frau der Syrer in Dschudaide wurde um 1500 in einem Bereich von Dschudaide errichtet, der auch als al-Saliba (الصليبة as-Saliba, von الصليب as-Salib ‚das Kreuz‘) bekannt wurde. Der italienische Handlungsreisende Pietro della Valle erwähnte die Kirche zusammen mit vier weiteren Kirchen in seinem Bericht über seine Aufenthalte in Aleppo, zuletzt 1625.
Bei den antichristlichen Ausschreitungen in Aleppo am 17. Oktober 1850, bei denen rund 20 Christen starben, wurde die Kirche schwer beschädigt, später aber wieder aufgebaut.
Die Kirche diente lange Zeit als syrisch-katholische Kathedrale Aleppos, verlor diesen Status aber 1970, als die Mariä-Himmelfahrt-Kathedrale (arabisch كاتدرائية سيدة الانتقال) im Zentrum Aleppos eröffnet wurde. Mit der Zeit war ein großer Teil der syrisch-katholischen Gemeinde aus al-Dschudaide in andere Stadtteile Aleppos abgewandert. Die Kirche in al-Dschudaide erhielt im selben Jahr die Heilige Assia die Weise als Namenspatronin.
Im Bürgerkrieg in Syrien wurde die Kirche Mar Assia al-Hakim durch Beschuss am Gewölbe beschädigt und ist deswegen seit 2012 geschlossen. Die Kirche war auch 2020 noch zugemauert, da das Geld für den Wiederaufbau fehlt.

## Das Gebäude
Die Kirche Mar Assia al-Hakim ist 32 m lang und 16 m breit. Ihr historischer Kirchturm stammt aus dem Jahre 1881.